# Arabica
Glej tudi: Arabica (razločitev)
Arabica (tudi arebica) je bila različica arabske pisave, ki so jo uporabljali muslimani v Bosni zlasti v času od 15. do 19. stoletja. 
V 20. stoletju so bošnjaki nekajkrat poskusili uveljaviti arabico kot tretjo uradno pisavo za srbohrvaški jezik (poleg latinice-gajice in cirilice), vendar jim ni uspelo. Zadnja knjiga v arabici je izšla leta 1941. Arabica sodi v širšo družino pisav, ki so bile izpeljane iz arabske pisave - to družino pisav po navadi poimenujemo s španskim izrazom aljamido ali aljamiado (beri: alhamido, alhamiado).
Arabica je sestavljena iz pristnih arabskih črk in iz posebnih črk za glasove, ki jih arabski jezik ne pozna. Nekatere od posebnih črk so bile v uporabi tudi za pisanje drugih nearabskih jezikov (npr. turščine in perzijščine), nekatere pa so uporabljali samo v Bosni. Dokončno prilagoditev bosanski fonetiki je opravil Mehmed Džemaludin Čaušević ob koncu 19. stoletja. Njegovo verzijo pisave so imenovali tudi matufovica, matufovača ali mektebica.
Prvo tiskano knjigo v arebici s ISBN-om in CIP-om po 72 letih Epohi fonetični misli z Arabci in arebica objavljen v aprilu 2013. v Beogradu (avtor: mr. Aldin ef. Mustafic, založnik: Veliki Crljeni (Darko Babić)). Ta knjiga predstavlja zaključka standardiranja arebice, ki se sklicuje na Čausevićevo različici, in je tudi učbenik za visoko šolstvo. 
| arabica | latinica | arabica | latinica | arabica | latinica |
| ------- | -------- | ------- | -------- | ------- | -------- |
| آ       | a        | غ       | g        | ۉ       | o        |
| ب       | b        | ح       | h        | پ       | p        |
| ڄ       | c        | اٖى      | i        | ر       | r        |
| چ       | č        | ي       | j        | س       | s        |
|         | ć        | ق       | k        | ش       | š        |
| د       | d        | ل       | l        | ت       | t        |
| ج       | dž       | ڵ       | lj       | ۆ       | u        |
|         | đ        | م       | m        | و       | v        |
| ئه      | e        | ن       | n        | ز       | z        |
| ف       | f        |         | nj       | ژ       | ž        |

Zgornje tabela podaja osnovne oblike črk. Pri pisanju daljših besedil so uporabljali pravila, ki tudi sicer veljajo za arabsko pisavo (povezovanje črk, nedosledno pisanje samoglasnikov ipd.)
Zgled vezanega besedila: 
مۉلٖىمۉ سه ته‌بٖى بۉژه = Molimo se tebi, Bože.
Zanimivost: Bosanska arabica ni edini primer pisanja slovanskega jezika z arabskimi črkami. Arabsko pisavo so nekaj časa uporabljali tudi za pisanje beloruščine.